# بزمجه بی‌گوش
بزمجه بی‌گوش (نام علمی: Lanthanotus borneensis) نام یک گونه از فروراسته مارمولک‌ریختان است.